# Alain Ducellier
Alain Henri René Ducellier (* 5. Mai 1934 in Paris; † 29. September 2018 in Toulouse) war ein französischer Historiker, dessen Arbeitsschwerpunkte Byzanz und das Verhältnis zwischen Christen und Muslimen im mittelalterlichen Orient waren. Außerdem widmete er sich den Migrationsbewegungen von Ost nach West im Spätmittelalter sowie der Geschichte des Balkans. Er lehrte als Professor an der Universität Toulouse II.

## Leben und Werk
Alain Ducellier war der ältere Sohn eines hohen Postbeamten und einer Telefonistin. Sein jüngerer Bruder Pierre (1944–2007), genannt „Windorf“, wurde ein abstrakter Maler. Er wuchs in Rosny-sous-Bois auf, einem östlichen Vorort von Paris. Als Schüler am renommierten Lycée Janson de Sailly gewann er den Concours général für den besten Französischaufsatz. In einem Kammermusikensemble spielte er Geige und komponierte selbst Zwölftonmusik im Stil der „Wiener Schule“.
Nach den geisteswissenschaftlichen Vorbereitungsklassen am lycée Henri-IV studierte er am Institut national des langues et civilisations orientales und der Universität Paris (Sorbonne) Geschichte. Er war ein Schüler von Rodolphe Guilland und schloss 1957 ein Diplôme d’études supérieures in byzantinischer Geschichte ab. Im Rahmen der französisch-tunesischen Entwicklungskooperation unterrichtete er von 1962 bis 1967 an der geisteswissenschaftlichen Fakultät von Tunis. Dann ging er an die Universität Toulouse, zunächst als Maître-assistant, ab 1971 als Maître de conférences. Seine thèse d’État (entspricht etwa einer Habilitation) über Die Meeresküste Albaniens im Mittelalter: Durazzo und Valona vom 11. bis zum 15. Jahrhundert, die von Paul Lemerle betreut wurde, verteidigte Ducellier 1970.
Infolge der Aufteilung der Universität Toulouse gehörte er der geisteswissenschaftlich orientierten Université Toulouse II – Le Mirail an, wo er 1973 zum Professor der Geschichte berufen wurde und bis zu seiner Emeritierung 2003 lehrte. Neben seinen byzantinistischen Arbeiten befasste er sich mit dem Verhältnis zwischen Christen und Muslimen. Mit Michel Balard übernahm er die Leitung einer Forschungsgruppe am Centre national de la recherche scientifique über die Kolonisation im Mittelalter. Er betreute rund dreißig Dissertationen zur byzantinischen Geschichte sowie zur Geschichte des Mittelmeerraums, des Balkans und der muslimischen Welt.

## Werke (Auswahl)
- Les Byzantins, Éditions du Seuil, Paris 1963.
- Le miroir de l’Islam; musulmans et chrétiens d’Orient au Moyen Age (VIIe–XIe siècles), Paris 1971.
- Le drame de Byzance. Idéal et échec d’une société chrétienne, Hachette, Paris 1976, Taschenbuchausgabe 1994.
- mit Michel Kaplan, Bernadette Martin-Hisard: Le Proche-Orient médiéval. Des Barbares aux Ottomans, Hachette, Paris 1978.
- La façade maritime de l’Albanie au Moyen Age. Durazzo et Valona du XIe au XVe siècle, Thessaloniki, 1981.
- L’Albanie entre Byzance et Venise, Xe–XVe siècles, Variorum reprints, London 1987.
- Byzance et le monde orthodoxe, Paris 1986.
  - Deutsch: Byzanz. Das Reich und die Stadt, Campus, Frankfurt 1990.
- Les Byzantins. Histoire et culture, Editions du Seuil, Paris 1986.
- mit Michel Kaplan, Michel Balard: Byzance, IVe–XVe siècle, Paris 1997.
- mit Michel Balard: Le partage du monde. Échanges et colonisation dans la Méditerranée médiévale, Publications de la Sorbonne, Paris 1998.